# Tuamotuichthys bispinosus
Tuamotuichthys bispinosus — вид ошибнеподібних риб родини Bythitidae. Це морський батипелагічний вид, поширений на півдні Тихого океану на глибині 540 м біля островів Туамоту. Описаний у 2004 році, голотип завдовжки 8,8 см.